# Nueva Zelanda en los Juegos Olímpicos de Nagano 1998
Nueva Zelanda estuvo representada en los Juegos Olímpicos de Nagano 1998 por un total de 8 deportistas que compitieron en 6 deportes.  
El portador de la bandera en la ceremonia de apertura fue el deportista de bobsleigh Peter Henry. El equipo olímpico neozelandés no obtuvo ninguna medalla en estos Juegos.